# Lippe (řeka)
Lippe je řeka v Německu, ve spolkové zemi Severní Porýní-Vestfálsko. Délka jejího toku činí 255 km. Plocha povodí měří 4882 km².

## Průběh toku
Pramení na jihozápadních svazích pohoří Teutoburger Wald u města Bad Lippspringe v nadmořské výšce 134 m. Teče převážně západním směrem po rovině mezi místy se vyskytujícími kopci. Ústí zprava do Rýnu nedaleko města Wesel v nadmořské výšce 18 m.

### Větší přítoky
- levé – Beke, Pader, Alme, Heder, Ahse, Seseke
- pravé – Thune, Glenne, Stever

## Vodní režim
Průměrný roční průtok vody v ústí činí 46 m³/s.

## Využití
Pod městem Hamm probíhá rovnoběžně s řekou plavební kanál o délce 107 km, který představuje důležitou dopravní tepnu v severní části povodí Rúru. Řeka je spojena plavebními kanály s řekami Emže a Rúr. Na řece leží města Paderborn, Lippstadt, Hamm, Lünen, Marl, Dorsten a v ústí Wesel.

## Galerie

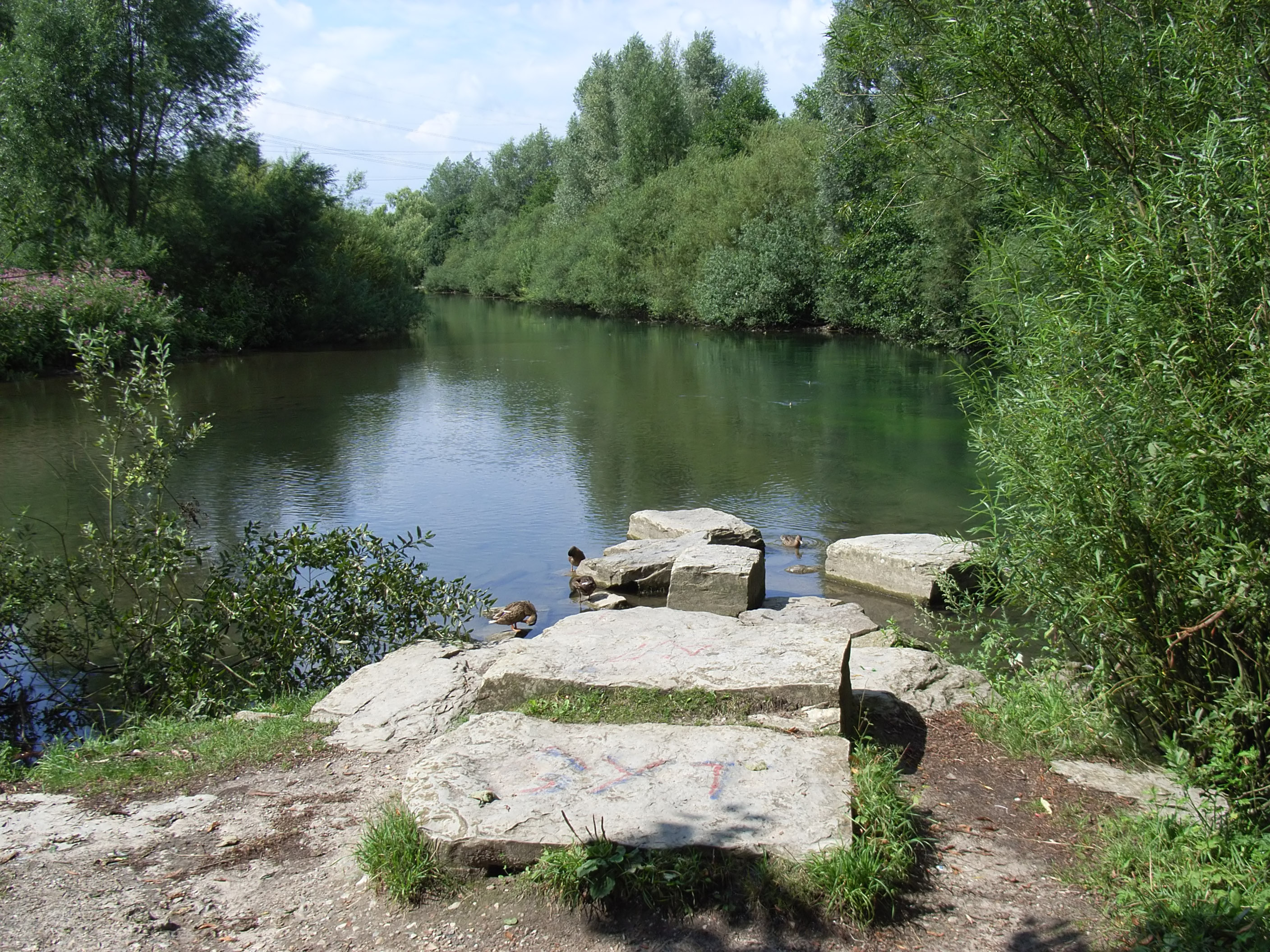
Soutok Alme a Lippe